# Уральський теплотехнічний науково-дослідний інститут
Уральський теплотехнічний науково-дослідний інститут (Інститут «УралВТІ») був заснований 7 грудня 1955. Інститут організований за наказом Міністерства електростанцій від 7 грудня 1955 № 172 / а спочатку як Східний філіал Всесоюзного теплотехнічного інституту (Москва) з метою посилення науково — технічної допомоги електростанціям Уральських і Східних енергосистем в освоєнні нових видів палива і потужних енергоблоків, розвитку на їх базі наукових досліджень в галузі теплоенергетики.
Основним завданням УралВТІ стало рішення наукових питань підвищення культури експлуатації, надійності і економічності роботи енергообладнання діючих і перспективних станцій. Традиційні роботи, які проводяться Інститутом з самого початку діяльності, — це освоєння енергообладнання нових головних блоків.
За короткий час філія стала повноцінним науково-дослідним інститутом з структурними підрозділами, відповідними основним виробничим цехам ТЕС, з лабораторної, приладової та стендової базою, з колективом висококваліфікованих фахівців. Початок великої діяльності було покладено на Челябінської ТЕЦ-1, де вперше в СРСР була освоєна робота блоку з надвисокими параметрами пари (240 ата, 565 ° C).
Далі під керівництвом ВТІ були розгорнуті роботи по забезпеченню надійної експлуатації котла, живильних насосів, млинів, знесолюючих установок на головному блоці потужністю 200 МВт Південноуральської ГРЕС. Результати досліджень блоку 200 МВт Південноуральської ГРЕС були використані в масовому виробництві по СРСР від Молдови до Далекого Сходу. УралВТІ, як головна наукова організація, виконував роботи з освоєння енергоблоків 300, 500 МВт на Екібастузському вугіллі спільно з персоналом Троїцької ГРЕС, Челябенерго, іншими налагоджувальними організаціями та численними заводами-виробниками складного обладнання. Блоки 200 … 800 МВт на довгі роки стали полігоном для відпрацювання новітніх технологій енергетики. Набутий досвід реалізувався при освоєнні головного енергоблоку потужністю 300 МВт Троїцької ГРЕС на Екибастузському вугіллі, де інститут був призначений головною налагоджувальної організацією. Результати освоєння головного блоку 300 МВт послужили основою для швидкого і широкого впровадження аналогічних блоків на Троїцькій, Рефтінській і Єрмаковській ГРЕС.
У 1970–1980-ті роки УралВТІ брав активну участь у вирішенні масштабного завдання — створення і освоєння якісно нового рівня енергоблоків потужністю 500 і 800 МВт (Пермська ГРЕС).
У 1994 році інститут був перетворений у відкрите акціонерне товариство — ВАТ «УралВТІ».
У 2004 році відповідно до програми реформування науково-проектного комплексу ВАТ РАО «ЄЕС Росії» інститут увійшов до ВАТ «Інженерний центр енергетики Уралу» у складі філії «УралВТІ — Челябенергосетьпроект».
З 18 серпня 2004 Інститут «УралВТІ» разом з Інститутом «Челябенергосетьпроект» склав Філію «УралВТІ — Челябенергосетьпроект» ВАТ «Інженерний центр енергетики Уралу», а з 1 січня 2010 року (з переходом Інституту «Челябенергосетьпроект» до складу Дирекції «Енергомережпроект») є Філією «УралВТІ» компанії.
Найбільш відомі роботи інституту з:
- котельно-топковим пристроям, режимам роботи котлів, використання непроектних палив (водовугільне паливо, гранульоване вугілля, різні паливні суспензії та емульсії);
- системам паливоподачі та паливно-транспортному устаткуванню;
- дослідженню металу обладнання після тривалих термінів експлуатації, діагностиці обладнання, що виробило встановлені строки служби;
- конструкційної міцності і системам кріплення трубопроводів;
- допоміжному устаткуванню і живильних насосів;
- паротурбінних установок, підігрівників високого тиску і деаератора;
- водопідготовці і водним режимам;
- системам мастила;
- дослідженню властивостей палив;
- обмуровочних матеріалів;
- термічній обробці води;
- системам автоматизації (включно АСУП ТЕС, ГРЕС;
- розробки нормативної документації.

Велика робота інституту з вивчення фізико-хімічних, теплотехнічних властивостей енергетичного вугілля нових родовищ, розробці методів оцінки шлаки властивостей вугілля та його сумішей, методів аналізу котлів за умовами шлакування закінчилася виданням у 2004 році нового довідника «Енергетичне вугілля у східній частині Росії і Казахстану». У довіднику наведені відомості про такі показники як: можливість зберігання, сипучі, вибухонебезпечні, шлакувальні властивості вугілля.
Постійна затребуваність галуззю нових розробок викликала необхідність систематичного підвищення кваліфікації співробітників і зростання наукового потенціалу інституту : з 1960 року захищено понад 50 кандидатських і 3 докторських дисертацій.
Найбільш значущі результати виконаних робіт постійно висвітлюються в щомісячних галузевих журналах: «Теплоэнергетика», «Электрические станции», «Энергетик», «Металловедение и термообработка металлов», «Физика металлов и металловедение» та ін. Важливі проблеми енергетики відбивалися у збірниках наукових праць УралВТІ (їх випущено понад 25), а також в 20 книгах і брошурах, авторами яких були співробітники УралВТІ.